# Елісон Джолі
Доктор Леді Елісон Джоллі (англ. Dr. Lady Alison Jolly; 1937 – 2014) була приматологом, відомою своїми дослідженнями біології лемурів. Вона написала кілька книг як для популярної, так і для наукової аудиторії, а також провела велику польову роботу з дослідження лемурів на Мадагаскарі

## Біографія
Доктор Леді Елісон Джоллі закінчила Корнелл, а потім здобула ступінь доктора філософії у Єлі. Вона почала вивчати лемури в 1963 році. Елісон Джоллі почала навчатися в Кембриджі й Сассексі, а також коротко в університеті Рокфеллера. Вона написала ряд книг, написала ≈ 100 наукових статтів і зробила ≈ 15 документальних фільмів. З 1992 по 1996 рік вона була президентом Міжнародного приматологічного товариства.

## Вшанування
Microcebus jollyae — рідкісний мадагаскарський лемур.

## Публікації
- Lemur Behavior: A Madagascar Field Study, University of Chicago Press, 1966
- The Evolution of Primate Behavior, 1972
- Play: Its Role in Development and Evolution, 1976
- A World Like Our Own; Man and Nature in Madagascar, Yale University Press, 1980
- Madagascar: A World Out of Time, 1984 with Frans Lanting & Gerald Durrell
- Madagascar, Key Environments Series, 1984
- Lucy's Legacy: Sex and Intelligence in Human Evolution, 1999
- Lords and Lemurs: Mad Scientists, Kings with Spears, and the Survival of Diversity in Madagascar, 2004
- Thank You, Madagascar: The Conservation Diaries of Alison Jolly, 2015